# Kepler-78
Kepler-78 – gwiazda w gwiazdozbiorze Łabędzia. Jest to żółty karzeł, okrąża go jedna znana planeta Kepler-78b.
Oznaczenie gwiazdy wywodzi się od misji Kepler, która odkryła układ planetarny tej gwiazdy. Był to 78 system planetarny odkryty lub badany w ramach tej misji.
Promień gwiazdy wynosi 0,74+0,10−0,08 promienia Słońca, a jej masa 0,81 ± 0,05 masy Słońca. Temperatura efektywna powierzchni gwiazdy to 5089 ± 50 kelwinów, a jej metaliczność szacowana jest na −0,14 ± 0,08 [Fe/H].